# 大沢一彦
大沢一彦（おおざわ かずひこ、1940年5月10日 - ）は、日本の実業家。日本食研創業者・会長で、同社を含む日本食研グループ14社の最高経営責任者。

## 人物・来歴
1940年、愛媛県今治市出身。愛媛県立今治南高等学校を経て、1963年東京農業大学卒業。
1971年10月、大沢一彦ら6名で、高松市にて畜産加工研究所として創業。1973年2月13日、株式会社畜産加工研究所設立。1975年2月、日本食研株式会社に商号変更。
異業種交流等も主宰。焼肉のたれ 宮殿のCMに出演。
2010年4月、藍綬褒章を受章。
2020年4月、今治市名誉市民の称号を授与される。
2023年4月、旭日小綬章受章。同年5月、食料産業特別貢献大賞受賞。